# Capistrano (Itália)
Capistrano é uma comuna italiana da região da Calábria, província de Vibo Valentia, com cerca de 1.204 habitantes. Estende-se por uma área de 20 km², tendo uma densidade populacional de 60 hab/km². Faz fronteira com Chiaravalle Centrale (CZ), Filogaso, Maierato, Monterosso Calabro, San Nicola da Crissa, San Vito sullo Ionio (CZ), Torre di Ruggiero (CZ).

## Demografia
| Variação demográfica do município entre 1861 e 2011                               |
|                                                                                   |
| Fonte: Istituto Nazionale di Statistica (ISTAT) - Elaboração gráfica da Wikipedia |